# London (Schiff, 1902)
Die HMS London war ein Einheitslinienschiff (engl. pre-dreadnought) der London-Klasse, das Ende des 19. Jahrhunderts für die Royal Navy gebaut wurde.

## Geschichte
Die HMS London wurde am 8. Dezember 1898 auf Kiel gelegt, am 21. September 1899 vom Stapel gelassen und am 7. Juni 1902 für den Einsatz in der Mittelmeerflotte in Dienst gestellt. Am 16. August 1902 diente sie als Flaggschiff während der Flottenschau in Spitehead anlässlich der Krönung König Eduard VII.
Im März 1907 wurde die London zur Nore Division der Home Fleet abkommandiert und am 2. Juni 1908 der Kanalflotte zugewiesen. Am 19. April 1909 wurde das Schiff für umfangreiche Umrüstungsmaßnahmen ausgemustert. Am 8. Februar 1910 wurde sie in Chatham für den Einsatz in der Atlantikflotte wieder in Dienst genommen. Mit der Umstrukturierung der Flotte im Mai 1912 wurde die Atlantikflotte in Homefleet umbenannt. Am 11. Mai kollidierte das Schiff vor Hythe mit der SS Don Benite. Um Startexperimente mit Flugzeugen fortzuführen, erhielt das Schiff ein Flugzeugkatapult und Commander Charles Rumney Samson, dem der erste Start von einem fahrenden Schiff im Mai 1912 von der Hibernia mit einem Short Improved S.27-Doppeldecker gelungen war, konnte dies am 4. Juli 1912 auf der London wiederholen.

### Erster Weltkrieg
Mit Beginn des Krieges wurde das Schiff zunächst der Kanalflotte zugewiesen. Und im März 1915 in die Dardanellen verlegt.

Bei ihrer Ankunft in Lemnos am 23. März schloss sich das Schiff dem Dardanellengeschwader an. Dort unterstützte sie die Landung an Kap Helles und Gapa Tepe durch Britische und ANZAC Truppen. Am 22. Mai wurde das Schiff in die Adria abkommandiert, um die italienische Marine zu verstärken. Im Oktober 1916 kehrte das Schiff in die Heimat zurück und wurde dort bei ihrer Ankunft in Devonport ausgemustert.

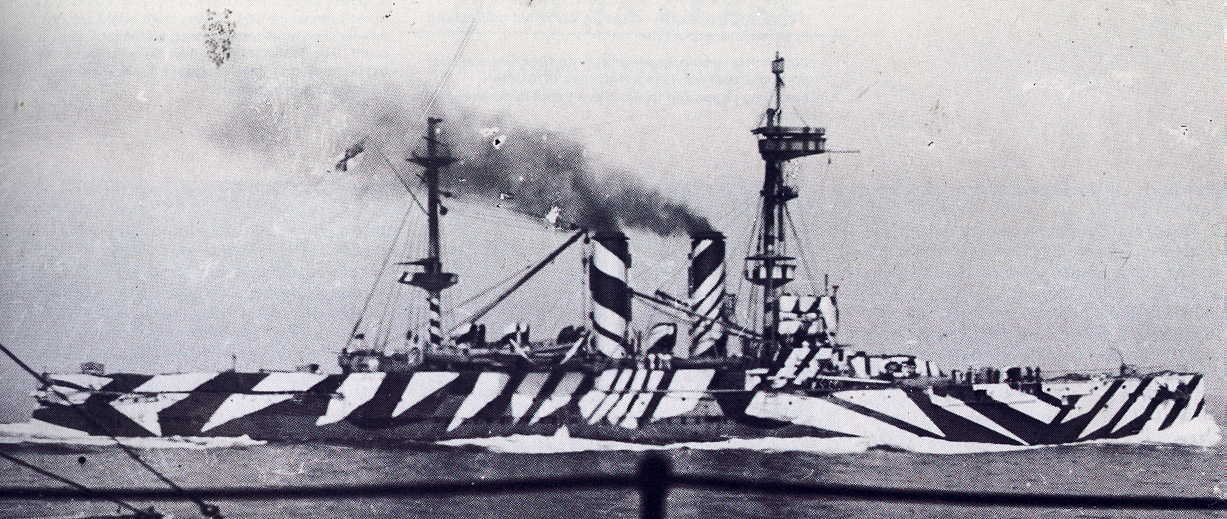
Die London als Minenleger

Von Februar bis April 1918 wurde die London zu einem Minenleger umgebaut. Dabei wurde die Bewaffnung bis auf drei 152 mm Geschütze entfernt. Am 18. Mai 1918 wurde die London wieder in Dienst gestellt und dem 1. Minenlegergeschwader der Grand Fleet zugewiesen. Dort legte sie im „Northern Barrage“ in der Nordsee mit über 2.600 Seeminen eine umfangreiche Minensperre an. Im Januar 1919 wurde das Schiff ausgemustert, der 3. Reserveflotte in Devonport zugewiesen und im Januar 1920 von der Marineliste gestrichen. Am 4. Juni 1920 an Stanley Shipbreaking Co in Dover zum Abwracken verkauft.

## Technik
Das Schiff hatte eine Gesamtlänge von 131,60 m, eine Breite von 22,90 m und einen Tiefgang von 7,90 m. Die Verdrängung lag zwischen 14.700 t und 16.100 t.

### Antrieb
Das Schiff war mit zwei 3 Zyl.-Verbunddampfmaschinen ausgestattet, die jeweils eine Welle antrieben und insgesamt 15.000 Shp (11.032 kW) entwickelten, mit denen sie eine Höchstgeschwindigkeit von 18 Knoten (33 km/h) erreichte. Der Dampf wurde von 20 Belleville Kesseln mit einem Arbeitsdruck von 20 bar geliefert. Das Schiff konnte maximal 2.032 t Kohle mitführen, was ihm bei 10 Knoten (19 km/h) eine Reichweite von 5.500 Seemeilen (10.190 km) ermöglichte. Die Besatzung schwankte zwischen 724 und 780.

### Bewaffnung
Die Hauptbewaffnung bestand aus vier 305 mm Geschützen  in zwei Doppelgeschütztürmen vor und hinter den Aufbauten. Die Geschütze waren auf Mk BVI Lafetten mit einem Gewicht von 187 t und einem Seitenrichtbereich von −150 bis +150 Grad montiert. Sie befanden sich in kreisförmigen Barbetten, die das Laden in 360 Grad ermöglichte. Die Kanonen selbst wogen 51 t und hatten bei einer maximalen Elevation von 13,5° und einer Mündungsgeschwindigkeit von 778 m/s eine Reichweite von 13.850 m. Sie verschossen 386 kg schwere Granaten mit einer Kadenz von ca. 1,5 Schuss pro Minute. Die Sekundärbewaffnung bestand aus zwölf 152-mm-Geschützen in Kasematten. Die Geschütze waren auf Mk PIV Lafetten montiert. Sie hatten bei einer maximalen Elevation von +20° und bei einer Mündungsgeschwindigkeit von 805 m/s eine Reichweite von 16.340 m. Sie verschossen 45 kg schwere Granaten mit einer Kadenz von 5 bis 7 Schuss pro Minute. Zur Abwehr von Torpedobooten standen zehn 12-Pfünder-Geschütze und sechs 3-Pfünder-Geschütze zur Verfügung. Außerdem waren die Schiffe mit vier im Rumpf versenkten 457 mm Torpedorohren ausgestattet.

### Panzerung
Das Schiff hatten einen 229 mm starken Gürtel, aus Krupp Zementstahl der mit den 229 bis 305 mm dicken Querschotten an beiden Enden der Schiffe abschloss. Die Geschütztürme waren an den Seiten 203 mm bis 254 mm dick und das Dach 305 mm. Die Barbetten und die 152-mm-Geschütze in den Kasematten waren mit 152 mm geschützt. Der Kommandoturm hatte rundum eine Panzerung von 356 mm. Die Schiffe verfügten über zwei gepanzerte Decks mit einer Dicke von 25 bzw. 76 mm.